# Власенко Олександр Васильович
Олександр Васильович Власенко (17 червня 1909, село Черепин Київської губернії, тепер Корсунь-Шевченківського району Черкаської області — 6 червня 1965, місто Київ) — український радянський діяч, міністр радгоспів Української РСР.

## Біографія
Народився в селянській родині.
У 1930 році закінчив Київський сільськогосподарський інститут.
У 1930—1934 роках — старший агроном сільськогосподарського комбінату Каменськ-Синарського району Уральської області РРФСР; в апараті Уральського обласного земельного відділу.
У 1934—1941 роках — головний агроном, начальник планово-фінансового відділу Омського обласного земельного відділу РРФСР.
У 1941—1944 роках — начальник Омського обласного земельного відділу РРФСР.
Член ВКП(б) з 1944 року.
З 1944 року працював в сільськогосподарських органах Української РСР. До січня 1946 року — начальник виробничо-територіального управління східного лісостепу Народного комісаріату землеробства Української РСР.
У січні 1946 — лютому 1947 року — 1-й заступник народного комісара (міністра) технічних культур Української РСР.
У лютому 1947 — січні 1949 року — 1-й заступник (заступник по приміських радгоспах) міністра радгоспів Української РСР.
У січні 1949 — квітні 1950 року — 1-й заступник міністра сільського господарства Української РСР.
15 квітня 1950 — 10 квітня 1953 року — міністр радгоспів Української РСР.
У травні 1953—1962 роках — начальник Львівського обласного управління сільського господарства. У 1962 році — начальник Львівського територіального виробничого колгоспно-радгоспного управління.
У 1962 — 6 червня 1965 року — керуючий Республіканського спеціалізованого тресту лугомеліоративних станцій.

## Нагороди
- два ордени Леніна (23.01.1948, 26.02.1958)
- орден Вітчизняної війни ІІ ст.
- медалі